# Wólka Bałtowska
Wólka Bałtowska – wieś w Polsce położona w województwie świętokrzyskim, w powiecie ostrowieckim, w gminie Bałtów.
| SIMC    | Nazwa                   | Rodzaj    |
| ------- | ----------------------- | --------- |
| 0226595 | Folwark                 | część wsi |
| 0226603 | Wólka Bałtowska-Kolonia | część wsi |

W latach 1975–1998 miejscowość administracyjnie należała do województwa kieleckiego.
Miejscowość leży na trasie  zielonego szlaku rowerowego im. Witolda Gombrowicza.
W miejscowości istnieje Środowiskowy Dom Samopomocy w budynku po dawnej szkole. Można tam spotkać pomnik przyrody nieożywionej – głaz narzutowy (przy gosp. nr 15).
Niedaleko wsi znajduje się JuraPark Bałtów i Park linowy.
Wierni Kościoła rzymskokatolickiego należą do parafii Matki Bożej Bolesnej w Bałtowie.